# Joachim Gasquet

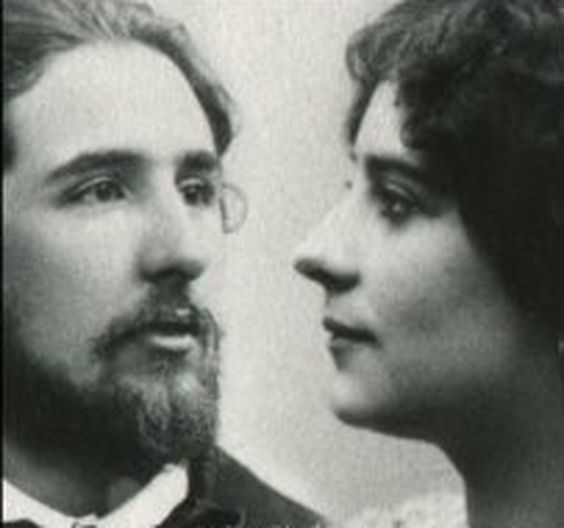
Joachim Gasquet en zijn echtgenote Marie Gasquet omstreeks 1900

Joachim Gasquet of voluit Joachim Marius Alexandre Gasquet, (Aix-en-Provence, 31 maart 1873 - Parijs, 6 mei 1921) was een Frans dichter, schrijver en kunstcriticus. 

## Biografie
Joachim Gasquet was de zoon van een bakker. Hij kreeg zijn opleiding aan het Lycée Mignet in Aix-en-Provence, waar ook Zola en Cézanne studeerden. Al zeer jong is hij geïnteresseerd aan literatuur en op 19-jarige leeftijd, in 1892, creëerde hij zijn eerste literair tijdschrift La Syrinx. Al gauw volgen Les Mois dorés (1896-1898) en Le Pays de France (1899-ca.1902) en publiceerde hij zijn eerste dichtbundels : L'Enfant (1900) ; L'Arbre et les vents (1901) ; Les Chants séculaires (1903) ; Les Printemps (1909) ; Le Paradis retrouvé (1911). Hij publiceerde daarnaast twee romans, Tu ne tueras point (1913) en Narcisse dat in 1931 postuum werd uitgegeven door zijn vriend Edmond Jaloux. Joachim publiceerde zeer veel artikels en kritieken in tijdschriften en kranten maar daarvan is tot op heden geen overzichtelijke studie gepubliceerd.
Joachim Gasquet bouwde al zeer vroeg een vriendenkring op in literaire kringen waarvan onder meer Emmanuel Signoret, Marc Lafargue, Edmond Jaloux en André Gide deel van uitmaakten.
In 1896 trouwde hij met Marie Girard, de dochter van de dichter Marius Girard (1838-1906). Zijn echtgenote werd later ook schrijfster en publiceerde onder de naam Marie Gasquet. Ze was een félibresse
Aanvankelijk was hij een symbolist maar gaat later over tot het naturalisme. Hij steunde Alfred Dreyfus en in 1901 werd hij aanhanger van het nationalisme, hij was trouwens lid van het genootschao félibrige, en het monarchisme in Frankrijk. Hij overleed in 1921 aan de gevolgen van de verwondingen die hij opliep in de Eerste Wereldoorlog

## Cézanne

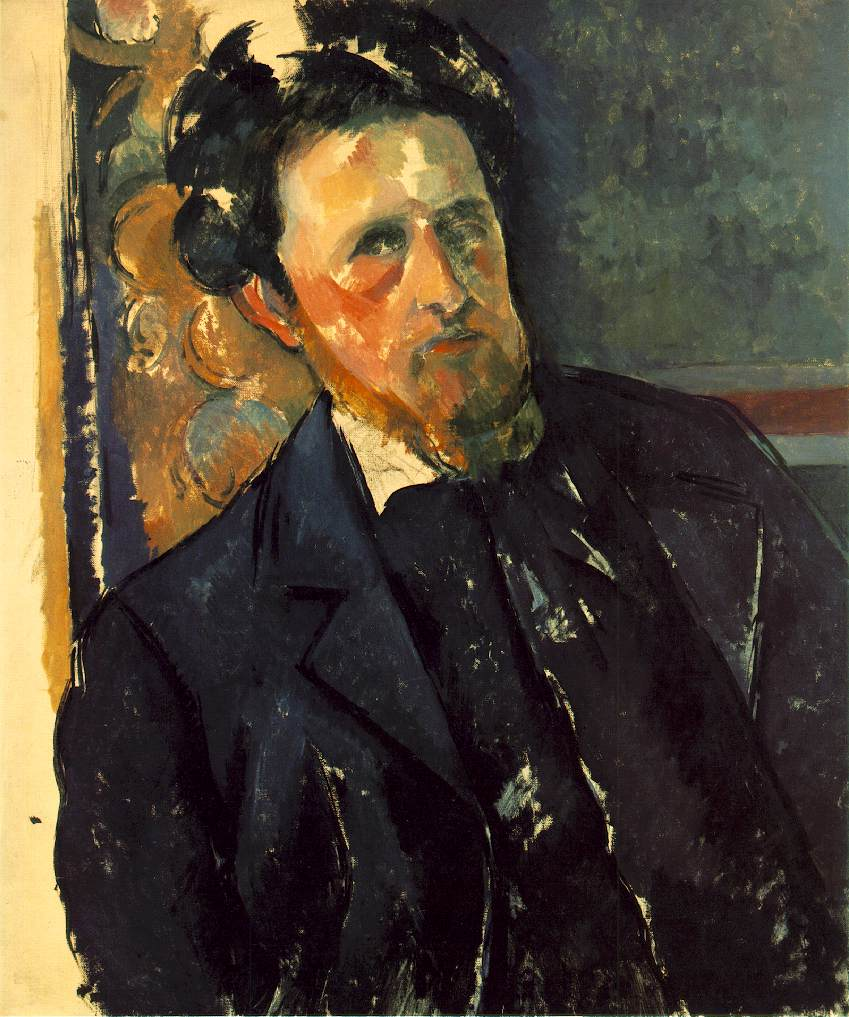
Portret van Joachim Gasquet door Cézanne (1896)

Paul Cézanne en Henri Gasquet, de vader van Joachim, waren vrienden sedert hun schooltijd. Het was dan ook via zijn vader dat Joachim Cézanne leerde kennen. Ze ontmoetten elkaar voor het eerst in maart of april 1896. De jonge Gasquet en Cézanne bleven bevriend tot in 1900. Tussen 1901 en 1904 was er weinig contact en na een tumultueuze ontmoeting in 1904 was er geen contact meer. Paul Cézanne schilderde een portret van Joachim Gasquet in 1896, nu te zien in de Národny Galerij in Praag. Gasquet schreef een boek over Cézanne, volgens Marie Gasquet in de winter van 1912-1913, dat gepubliceerd werd in 1921, kort voor zijn dood. Het boek bevat waardevolle biografische gegevens over de schilder, maar de quotes over het werk van Cézanne door Gasquet en van anderen die door hem geciteerd werden, zijn sterk gekleurd door Gasquets eigen opinie over Cézanne. Volgens de auteur, de zoon van de schilder, waren de  Conversations  in het tweede deel van het boek van Gasquet, totaal imaginair.
- Bibsys: 6055241
- Biblioteca Nacional de España: XX1281625
- Bibliothèque nationale de France: cb12116455n (data)
- CiNii: DA00374168
- Gemeinsame Normdatei: 118904523
- International Standard Name Identifier: 0000 0001 0891 1886
- Library of Congress Control Number: n90000132
- Bibliotheek van het Japanse parlement: 00440597
- Nationale Bibliotheek van Israël: 987007261668205171
- Nederlandse Thesaurus van Auteursnamen: 067845010
- SNAC: w6zk7bqk
- Système universitaire de documentation: 029565235
- Union List of Artist Names: 500348854
- Virtual International Authority File: 41872276
- WorldCat: E39PBJyhhDPpmgjPg7tykMP4v3